# خورخي جاتيكا
خورخي جاتيكا (بالإسبانية: Jorge Gatica)‏ هو لاعب كرة قدم تشيلي في مركز الوسط، ولد في 17 يونيو 1996 في بروفيدنسيا في تشيلي. لعب مع نادي كوكيمبو أونيدو.

## وصلات خارجية
- خورخي جاتيكا على موقع قاعدة بيانات كرة القدم.إي يو (الإنجليزية)
- خورخي جاتيكا على موقع Soccerway.com (الإنجليزية)